# L'Affaire du bungalow
L'Affaire du bungalow (The Affair at the Bungalow) est une nouvelle policière d'Agatha Christie mettant en scène Miss Marple.
Initialement publiée en mai 1930 dans la revue The Story-Teller au Royaume-Uni, cette nouvelle a été reprise en recueil en 1932 dans The Thirteen Problems au Royaume-Uni. Elle a été publiée pour la première fois en France dans le recueil Miss Marple au Club du Mardi en 1966.

## Résumé
Lors d’une réunion, l’actrice Jane Helier raconte l’histoire de Maud Wye, accusée à tort de vol après avoir reçu un homme inconnu dans un bungalow. Miss Marple devine que Jane dissimule un détail crucial : elle-même est impliquée. Grâce à son intuition, elle dévoile la vérité et résout l’affaire.

## Personnages

### Membres du Club du Mardi
- Le Colonel Arthur Bantry
- Dolly Bantry, son épouse
- Sir Henry Clithering, ancien commissaire à Scotland Yard
- Miss Marple
- Jane Helier, une jeune actrice anglaise
- Le Dr Lloyd

### Protagonistes du mystère
- Jane Helier, narratrice et protagoniste du mystère
- Netta Greene, la doublure de Jane Helier au théâtre
- Leslie Faulkener, un jeune dramaturge
- Un inspecteur de police

## Publications
Avant la publication dans un recueil, la nouvelle avait fait l'objet de publications dans des revues :
- en mai 1930, au Royaume-Uni, dans le no 277 (vol. 46) de la revue The Story-Teller[1] ;
- en novembre 1959, aux États-Unis, dans le no 192 (no 5, vol. 34) de la revue Ellery Queen's Mystery Magazine[2] ;
- en janvier 1960, en Australie, dans le no 151 de la revue Ellery Queen's Mystery Magazine (Australia)[3].

La nouvelle a ensuite fait partie de nombreux recueils :
- en 1932, au Royaume-Uni, dans The Thirteen Problems[1] (avec 12 autres nouvelles) ;
- en 1933, aux États-Unis, dans The Tuesday Club Murders[1] (adaptation du recueil de 1932) ;
- en 1966, en France, dans Miss Marple au Club du Mardi (avec 6 autres nouvelles)
(réédité en 1991 sous le même titre, de la fusion des deux recueils Miss Marple au Club du Mardi et Le Club du Mardi continue, reprenant les 13 nouvelles du recueil britannique de 1932).